# Cernat
Pour les articles homonymes, voir Clara Cernat et Florin Cernat.
Cernat (en hongrois : Csernáton) est une commune roumaine du județ de Covasna dans le Pays sicule en Transylvanie. Elle est composée des trois villages suivants:
- Cernat, siège de la commune
- Albiș (Kézdialbis)
- Icfalău (Ikfalva)

## Monuments et lieux touristiques
- Église réformée fortifiée du village de Albiș (construite au XIIIe siècle), monument historique[1]
- Église réformée du village Cernat (construite au XIVe siècle), monument historique
- Église orthodoxe Saint Georges du village Cernat (construite au XIXe siècle), monument historique
- Ruines de l'église romane de Cernat (construite au XIIIe siècle), monument historique
- Château fort Ika de Cernat (construite au XIVe siècle), monument historique
- Manoir Domokos  dans le village Cernat (construite au XVIIe siècle), monument historique
- Manoir Molnár Sándor du Cernat (construite au XVIIIe siècle), monument historique
- Manoir Bernald du Cernat (construite au XVIIIe siècle), monument historique
- Manoir Kelemen Gábor du Cernat (construite au XIXe siècle), monument historique
- Manoir Farkas de Cernat (construite au XIXe siècle), monument historique
- Manoir Végh de Cernat (construite au XIXe siècle), monument historique
- Musée Hasszman Pál de Cernat
- Site archéologique Aranydomb de Cernat
- Site archéologique Vârful Ascuțit de Cernat